# Mirella Cristina
Mirella Cristina (Verbania, 21 settembre 1966) è una politica italiana, deputata alla Camera nella XVIII legislatura della Repubblica per Forza Italia.

## Biografia
Ha conseguito la laurea magistrale in giurisprudenza ed esercita le professioni di avvocato civilista e giornalista pubblicista.
Alle elezioni amministrative del 2014 si candida a sindaco di Verbania, sostenuta da una coalizione di centro-destra formata da Forza Italia, Lega Nord e Fratelli d'Italia, ottenendo il 17,53% dei voti al primo turno e accedendo al ballottaggio contro la candidata arrivata prima del centro-sinistra Silvia Marchionini (46,9%). Al ballottaggio dell'8 giugno ottiene solo il 22,11% e viene sconfitta dalla Marchionini con il suo 77,89%. Viene comunque eletta consigliera comunale in quanto candidata sindaca non eletta e diventa capogruppo di Forza Italia nel consiglio comunale di Verbania.
Coordinatrice provinciale di Forza Italia, alle elezioni politiche del 2018 viene candidata alla Camera dei deputati nel collegio uninominale Piemonte 2 - 01 (Verbania), sostenuto dalla coalizione di centro-destra in quota forzista, risultando eletta deputata con il 47,29% dei voti e superando i candidati del Movimento 5 Stelle Simona Pedroli (23,19%) e del centro-sinistra Vittoria Albertini (23,11%). Nella XVIII legislatura della Repubblica è stata componente della 2ª Commissione Giustizia e della Commissione parlamentare d'inchiesta sulle cause del disastro della nave "moby prince", di cui in quest'ultima è capogruppo per Forza Italia.
Alle amministrative del 2019 si candida al consiglio comunale di Verbania, tra le liste di Forza Italia a sostegno del candidato sindaco di centro-destra Giandomenico Albertella, venendo eletta consigliera comunale.
Il 4 gennaio 2019 diventa consigliera provinciale di Verbano-Cusio-Ossola, per la lista La Provincia per il Territorio, rimanendo in carica fino all'8 aprile 2019.
Alle amministrative del 2024 viene ricandidata a prima cittadina di Verbania, sostenuta da Forza Italia (che la sceglie durante il suo congresso nazionale di quell'anno), Lega e Fratelli d'Italia, ma raccoglie il 18,6% piazzandosi al terzo posto e non accede al ballottaggio.